# Holštýnsko
Holštýnsko (německy Holstein; dánsky Holsten; latinsky Holsatia) je historická země na severu Německa rozkládající se na jihu Jutského poloostrova na pravém břehu řeky Labe. Historické Holštýnsko, kdysi nejsevernější země Svaté říše římské a od roku 1460 spolu se Šlesvickým vévodstvím v personální unii s Dánským královstvím, je nyní částí německé spolkové země Šlesvicko-Holštýnsko; holštýnskou metropolí je město Kiel, jež je zároveň i metropolí obou spojených zemí.

## Geografie

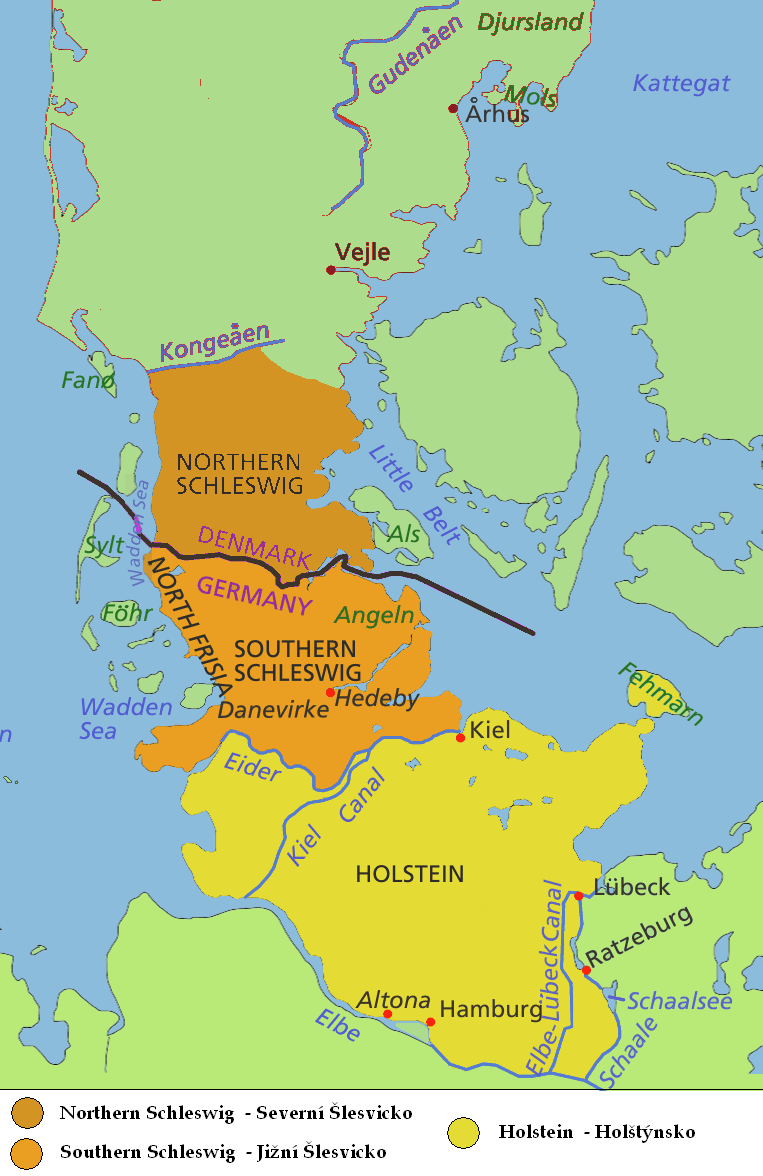
Žlutou barvou je historické Holštýnsko tj. bez enkláv

Holštýnsko na severu hraničí se Šlesvickem, na jihu se současnými německými spolkovými zeměmi Dolním Saskem a Svobodným a hanzovním městem Hamburk, na východě pak s německou spolkovou zemí Meklenbursko-Přední Pomořansko. 
Celé území Holštýnska je součástí Severoněmecké nížiny a rozkládá se v jižní části Jutského poloostrova mezi západně položeným Severním mořem a východně položeným Baltským mořem. Západní pobřeží spolkové země je lemováno ve středověku a raném novověku vzniklými Severofrískými ostrovy, které byly v minulosti součástí Jutského poloostrova. Všechny tyto ostrovy jsou zde obklopeny mělčinovou oblastí označovanou německým termínem Wattenmeer, jehož většina je tu součástí NP Schleswig-Holsteinisches Wattenmeer. Při odlivu se obnažují rozsáhlé oblasti písčin či bahna. 
U opačného východního (baltského) pobřeží země se rozkládá ostrov Fehmarn.

### Historické části
Část historického Holštýnska zabíraly v minulosti kromě majoritního Holštýnského vévodství také malá vévodství a knížectví. K těmto historickým územím patří:
- Lauenburské vévodství
- téměř celé území někdejšího městského státu Svobodné a hanzovní město Lübeck (který však k původnímu Holštýnsku nepatřil)
- celé území někdejšího knížectví Lübecku
- bývalé hamburské exklávy Geesthacht a Großhansdorf
- některá severní území současného Hamburku, jakož i několik bývalých meklenburských exkláv

## Dějiny
V dobách existence Svaté říše římské bylo Holštýnsko její součástí – proto byli za něj dánští králové (od dob Kristiána I.) vazaly římskoněmeckých císařů, ale zároveň měli, jakožto říšská knížata, také vliv na říšské záležitosti, především v pobaltské oblasti – ovšem po jejím zrušení v roce 1806 se stal jediným suverénem nad Holštýnskem dánský král. V roce 1815 se Holštýnsko stalo součástí Německého spolku.

### Dánská vláda
Dánské království se po dlouhou dobu skládalo ze čtyř částí: Jutský poloostrov a k němu náležící ostrovy, které tvořily království a dále lenní polabská vévodství Šlesvicko a Holštýnsko, které byly v personální unii s Dánskem. Od začátku 18. století a stále více na začátku 19. století by Dánové rádi viděli vévodství jako plnou součást království, zejména to šlesvické („Dánsko od Sundu až k Eideru!“). Tento pohled však nebyl sdílen s německou většinou žijící ve vévodstvích, která se nadšeně přidávala k liberálnímu a nacionalistickému hnutí známému jako šlesvicko-holštýnismus. Toto hnutí usilovalo o nezávislost na Dánsku. 
První válka o Šlesvicko-Holštýnsko byla podnícena konstitučními změnami v roce 1849 a díky intervenci Británie a dalších velmocí skončila statem quo. V Dánsku se vedlo mnoho debat nad dalším postupem v otázce Šlesvicka a Holštýnska – národní liberálové požadovali plné svázání Šlesvicka s Dánskem, Holštýnsku ponechali volbu, zda se chce či nechce připojit. 
Nicméně mezinárodní události předběhly dánskou domácí politiku a Dánsko muselo v roce 1864 čelit válce s Pruskem a Rakouskem, která je známa jako druhá válka o Šlesvicko-Holštýnsko. Tyto oblasti se staly obětí velkých politických ambicí Otty von Bismarcka. Dánsko bylo nuceno postoupit celé Šlesvicko-Holštýnsko Prusku a přijalo politiku neutrality.

### Rakouská nadvláda
Dánský král se tak po porážce musel zříct nároků na zálabská vévodství, která přešla pod správu obou vítězných mocností. Pro Rakousko, kterému připadla správa Holštýnska, se tato jakási evropská kolonie, obklopená pruskými državami, stala skutečnou noční můrou. Nejen, že zde muselo udržovat vojenský kontingent pod velením podmaršálka Ludwiga von Gablenz vykonávajícího zde facto vojenskou správu, ale stále víc bylo všem zainteresovaným stranám jasné, že Prusové si připravují půdu pro anexi obou vévodství.
Několik rakouských praporů by v takovém případě nemohlo území Holštýnska proti pruské armádě ubránit. Rakouský císař František Josef I., vědom si této nevýhodné situace, se sice pokusil přimět Prusko k výměně problematického Holštýnska za část pruského Slezska nebo za Kladsko, ale kancléř Bismarck o těchto návrzích nechtěl ani slyšet. Naopak, počátkem roku 1866 Bismarck přímo obvinil Rakousko v oficiální nótě z toho, že Holštýnsko se pod jeho liknavou správou proměnilo v ohnisko protipruských nálad… Rakousko tuto nótu pochopitelně odmítlo a vztahy mezi oběma zeměmi poté ještě více ochladly. Bismarck přitom svůj nátlak stupňoval, neboť dobře věděl, že situace v Evropě je k měření sil s Rakouskem velmi vhodná a nemusí se v budoucnu opakovat.

### Součást Pruska
Události pak nabraly opravdu rychlý spád. Prusové okupovali 7. června 1866 Holštýnsko, které rakouské jednotky včas bez boje vyklidily a stáhly se do Čech. Pruský vyslanec Savigny krátce na to oznámil na Spolkovém sněmu ve Frankfurtu, že zasedání opouští, protože Prusko již pokládá Německý spolek za zrušený. Od 12. června byly přerušeny diplomatické styky mezi Rakouskem a Pruskem a od 18. června i vzájemné poštovní, telegrafní a železniční spojení. Holštýnsko v rámci Pruska se pak roku 1871 stalo součástí Německé říše.

### Od druhé světové války dodnes
Po druhé světové válce bylo Německo rozděleno do 4 okupačních zón, přičemž Holštýnsko se Šlesvickem patřilo do zóny britské. V roce 1947 bylo spojeneckou radou zrušena země Prusko, jehož bylo Holštýnsko doposud součástí. V rámci této britské zóny vytvořila britská vojenská vláda v letech 1945 a 1946 nové správní jednotky (země) a ze Šlesvicka a Holštýnska byla utvořena spojená spolková země Šlesvicko-Holštýnsko, která se 23. května 1949 stala součástí Západního Německa (NSR); v roce 1991 pak spolkovou zemí opět sjednoceného Německa.